# ولا نص كلمة (ألبوم)
ولا نص كلمة هو البوم للفنان المصري محمد فؤاد، تم إصداره عام 2007.

## قائمة الأغاني
- خايف موت - 4:03
- خدنى الحنين  - 4:13
- شايف نفسك  - 4:42
- طمنى عليك  - 4:28
- لو ليا حق  - 4:51
- مابيعرفنيش  - 4:45
- مكدبش عليك  - 4:19
- وانت جنبى  - 4:22
- ولانص كلمة  - 4:03
- ياجت ياراحت  - 3:58